# Pureza Proibida
Pureza Proibida é um filme brasileiro de 1974 dirigido por Alfredo Sternheim, baseado na peça A Branca e o Negro, de Monah Delacy.
A atriz Rossana Ghessa também assina a produção, por meio de sua empresa, a RG Produções.

## Sinopse
Garota é deixada ainda bebê num convento. Criada por freiras, torna-se noviça. Numa missão religiosa ao litoral, apaixona-se por um pescador negro que freqüenta terreiro de macumba.

## Elenco
- Rossana Ghessa .... irmã Lúcia
- Zózimo Bulbul .... Chico
- Carlo Mossy .... padre
- Ruth de Souza .... Mãe Cotinha
- Monah Delacy
- Wanda Matos
- Vanda Costa
- Walter Portela
- Edgar Lopes
- Dinah Mezzomo
- Vilmar Soares
- Edith Soares
- Ilza Lopes de Aguiar

## Prêmios e indicações
Festival de Gramado - 1975
- Indicado ao Kikito - melhor filme

Associação Paulista de Críticos de Arte - 1976
- Vencedor do Troféu APCA - Melhor atriz coadjuvante: Ruth de Souza